# جوزيف جاي جونز
جوزيف جاي جونز (بالإنجليزية: Joseph Jay Jones)‏ هو كاتب أمريكي، ولد في 29 يونيو 1908، وتوفي في 12 فبراير 1999.